# Cheta
La Cheta (in russo Хета?) è un fiume della Russia siberiana settentrionale (Territorio di Krasnojarsk), ramo sorgentifero di sinistra della Chatanga.
Si origina dalla confluenza dei fiumi Ajan e Ajakli, i quali hanno le loro sorgenti nei Monti Putorana (sezione settentrionale dell'altopiano della Siberia centrale). Scorre inizialmente verso nordovest, volgendosi successivamente verso est e facendo il suo ingresso nel vasto bassopiano della Siberia settentrionale. Assume successivamente direzione mediamente nordoccidentale, mantenendola fino alla sua confluenza con il Kotuj dove origina il fiume Chatanga.
I suoi maggiori affluenti sono Majmeča dalla destra idrografica e Boganida dalla sinistra. Il fiume attraversa una zona assolutamente remota, tanto che non tocca nessun centro urbano di rilievo; il maggiore è il villaggio omonimo, che sorge sulla sponda destra nel medio corso.
Similmente ad altri fiumi della zona la Cheta è ghiacciata da fine settembre - primi di ottobre fino agli ultimi di maggio - metà  giugno; subito dopo il disgelo inizia la fase di piena, che coincide con la stagione estiva.